# Jak básníci čekají na zázrak
Jak básníci čekají na zázrak je česká filmová komedie, poslední část „básnické“ hexalogie režiséra Dušana Kleina a scenáristy Ladislava Pecháčka s podtitulem Konec legendy, která měla premiéru 14. dubna 2016. Natáčení probíhalo v Praze, Litoměřicích, Kladně a Mělníku.

## Obsazení
- Pavel Kříž – Štěpán Šafránek
- Filip Antonio – jeho syn Štěpán
- David Matásek – Kendy
- Lukáš Vaculík – podnikatel Karas
- Linda Rybová – Štěpánova sousedka a fotografka Zuzana Rybářová, řečená Zlatá Rybička
- Laura Emily Hassmannová – Vanesa/Eva Rybářová
- Eva Jeníčková – Vendulka utěšitelka
- Denisa Nesvačilová – dcera Vendulky utěšitelky Majka
- Miroslav Táborský – hospodský Hanousek
- Josef Somr – profesor Ječmen
- František Ringo Čech – správce bazénu Bouchal
- Tereza Brodská – lékárnice Ute
- Markéta Hrubešová – sekretářka
- Pavel Zedníček – Písařík
- Martin Kraus – Písařík ml.
- Jiří Strach – recepční v hotelu Zátiší
- Nela Boudová – třídní učitelka – přítelkyně Karase
- Eva Holubová – vrchní sestra Vojtěcha v domově důchodců
- Jiří Lábus – důchodce
- Rudolf Hrušínský ml. – důchodce
- Josef Abrhám – důchodce na vozíčku
- Libuše Švormová – zdravotní sestra
- Václav Svoboda – Venoš Pastyřík
- Ludmila Molínová – babička Štěpána mladšího
- další: dětský sbor Sedmihlásek, Jan Cimický, Leoš Mareš, Dáša Zázvůrková, Juraj Deák, Jiří Maryško, Henrieta Hornáčková, Veronika Gajerová, Tomáš Töpfer

## Děj
Štěpán (Pavel Kříž) i Kendy (David Matásek) (a stejně tak i podnikatel Karas (Lukáš Vaculík)) zůstali i po letech pořád stejní a i přesto, že jim přibylo pár dalších vrásek a zdravotních problémů, tak pořád jdou nekompromisně za svými sny. I když Štěpána jsme v minulém díle zastihli na vrcholu jeho osobního štěstí, kdy již konečně našel životní lásku a narodil se mu syn, tak tento díl začíná více než skepticky - Štěpánova žena Anička-Zrzečka (Michaela Badinková) umřela a on tak zůstal sám se synem Štěpánem Juniorem (Filip Antonio), s jehož výchovou mu vydatně pomáhají právě Karas s Kendym. Kendy se rozhodl překonat svůj stín a po létech režírování reklam se rozhodl pokusit natočit první celovečerní film. Karas se nakonec rozhodl své vozidlo Blue Dream hýčkat už jen virtuálně a Štěpán je opět v kolotoči svých pracovních povinností, kdy je zástupcem primáře na oddělení a zároveň prudce válčí s Vendulkou-Utěšitelkou (Eva Jeníčková), která se stala novou ředitelkou nemocnice. Navíc se z něj stal kolem padesátky chodící hypochondr, který se krok za krokem bojí o své zdraví.
Novým objektem lásky se tak pro Štěpána stane jeho pohledná sousedka a fotografka (Linda Rybová), kterou mu začnou právě jeho nezbední kamarádi dohazovat. Další maléry tak na sebe nenechají dlouho čekat.

## Zajímavosti
Jak k předchozím filmům, tak i k tomuto filmu nakreslil glosující animované vsuvky kreslíř a karikaturista Adolf Born. Jednalo se o jeho poslední dílo pro film před jeho smrtí v květnu 2016.
Režisér snímku Dušan Klein uvedl, že film má podtitul Konec legendy, čímž naznačil, že po téměř 35 letech se celý příběh uzavře. Podle jiných zdrojů ale tvrdí, že by rád realizoval ještě další dva scénáře s tematikou básníků.